# Hrabstwo McCormick
Hrabstwo McCormick (ang. McCormick County) – hrabstwo w stanie Karolina Południowa w Stanach Zjednoczonych.

## Geografia
Według spisu z 2000 roku obszar całkowity hrabstwa obejmuje powierzchnię 394 mil2 (1020,46 km²), z czego  360 mil2 (932,4 km²) stanowią lądy, a 34 mile2 (88,06 km²) stanowią wody. Według szacunków United States Census Bureau w roku 2012 miało 9943 mieszkańców. Jego siedzibą administracyjną jest McCormick.

### Miasta
- McCormick
- Parksville
- Plum Branch

### CDP
- Clarks Hill
- Modoc
- Mount Carmel
- Willington

### Sąsiednie hrabstwa
- Hrabstwo Greenwood, Karolina Południowa (północny wschód)
- Hrabstwo Edgefield, Karolina Południowa (wschód)
- Hrabstwo Columbia, Georgia (południe)
- Hrabstwo Lincoln, Georgia (zachód)
- Hrabstwo Elbert, Georgia (północny zachód)
- Hrabstwo Abbeville, Karolina Południowa (północny zachód)